# (25164) Sonomastate
(25164) Sonomastate est un astéroïde de la ceinture principale.

## Description
(25164) Sonomastate est un astéroïde de la ceinture principale. Il fut découvert le 19 septembre 1998 à la station Anderson Mesa par LONEOS. Il présente une orbite caractérisée par un demi-grand axe de 2,36 UA, une excentricité de 0,25 et une inclinaison de 7,9° par rapport à l'écliptique.